# Zerdahelyi Lőrinc
Nyitra-szerdahelyi Zerdahelyi Lőrinc (Nyitrazerdahelyi; Nyitraszerdahely, 1793. augusztus 3. - Nyitraszerdahely, 1858. január 10.) Nyitra vármegyei táblabíró.

## Élete
Zerdahelyi László és Prónay Ilona fia. Testvére Zerdahelyi Ilona Borbála. Felesége Péchy Krisztina volt. Fiai Zerdahelyi Károly Ince és Zerdahelyi Ferenc.
Nagytapolcsányban is birtokolt.

## Művei
Költeményei a Hebeben (1825–26), az Uraniában (1829–1831), a Nefelejtsben (1835), a Pesti Divatlapban (1848), a Nemzetőrben (1848) jelentek meg. Elbeszélései és cikkei az Uraniában (1829), az Athenaeumban (1837–38); a Hirnökben (1844. 23., 55. cz. Schurmann nevű különcz Nyitramegyében), Pesti Divatlapban (1845. elbeszélés sat, 1848. Mesék).
- 1818 Nyitra-Zerdahelyi Lőrincz versei. Buda
- 1831-1834 Intézkedés, vagy is mit kell tenni Magyar hazánkban szegény adózó népünk fölsegítésére. Adó, tized, vontatás, katonatartás, vármegyék költségei. Pest (Két füzet)
- 1832 Vezekényi emlék. Társalkodó 1832/11.
- 1833 Jó törvény, jó követ. Magyar-Ország
- 1834 Tisztválasztási terv. Pest
- 1836 A' suránykai különcz. Társalkodó 5/20, 79-80.
- 1836 Tót lakodalom és nász-szokások Nyitra' felső vidékén. Társalkodó 5/99, 394-395.
- 1836 Egészen új javaslat magyar nemes birtokosok magtalan özvegyeit érdeklő. Pest
- 1842 Czukorrépa termesztés. Magyar Gazda
- 1843 Keresztelő, vagy paszitator Nyitra felső tót vidékén. Pesti Divatlap 1843/100
- 1846 A meglepő jelenet. Pest (dráma)
- 1846 Tót lakodalom és nászszokások Nyitra felső vidékén. Pesti Divatlap
- 1855 Lakodalom és nászszokások Nyitra felső vidékén. In: Magyarország és Erdély Képekben III.